# DIMENSION 〜20th Anniversary BOX〜
『DIMENSION 〜20th Anniversary BOX〜』（ディメンション トゥエンティース・アニバーサリー・ボックス）はDIMENSIONのCD BOX。2012年4月18日にZAIN RECORDSから発売。

## 内容
BMGビクター（現アリオラジャパン）のリリース作品から最新の「24」までリリースされたアルバムを集めたCD BOX。プレミア化された唯一のシングル「ROUND TRIP」からアルバム「21」まではバーニー・グランドマンにて田中三一がリマスタリングしたものになっている。

## 収録曲
以下の番号はディスク番号。
1. 『ROUND TRIP』（シングル）
2. 『Le Mans』（ミニアルバム）
3. 『FIRST DIMENSION』
4. 『Second Dimension』
5. 『Third Dimension』
6. 『FOURTH DIMENSION』
7. 『Fifth Dimension』
8. 『Sixth Dimension"Live"』
9. 『SEVENTH DIMENSION』
10. 『Eighth Dimension』
11. 『Ninth Dimension"I is 9th"』
12. 『TENTH-DIMENSION』
13. 『11th Dimension"Key"』
14. 『12th Dimension"If"』
15. 『13th Dimension"Live Millennium"』（1枚目、ライブアルバム）
16. 『13th Dimension"Live Millennium"』（2枚目、ライブアルバム）
17. 『14th Dimension"Hearts"』
18. 『15th Dimension"Into a new world"』
19. 『Melody 〜Waltz for Forest〜』
20. 『Loneliness』
21. 『IMPRESSIONS』
22. 『My Rule』
23. 『20 -NEWISH-』
24. 『21』
25. 『22』
26. 『23』
27. 『24』